# AIS Live
AIS Live is een Brits bedrijf dat zich richt op het via internet beschikbaar stellen van scheepvaartgegevens. Deze gegevens betreffen onder meer de actuele positie, koers en snelheid van alle schepen binnen het dekkingsgebied met een AIS-transponder aan boord, maar ook aanvullende gegevens zoals lading, bestemming, verwachte tijd van aankomst.
Het online opvraagbaar zijn van deze gegevens kan allerlei bedrijven in de scheepvaartsector zeer behulpzaam zijn, omdat zij te allen tijde hun planning kunnen aanpassen aan de actuele situatie. Echter, ook spotters hebben hun weg naar de website van AIS Live gevonden.
De website van AIS Live bestaat uit een betaald gedeelte en een gratis gedeelte. In het betaalde gedeelte kunnen abonnees actuele informatie opvragen over de positie en overige gegevens van alle schepen die zich in het dekkingsgebied bevinden, alsmede alle statische informatie van ieder schip dat zich in de database van Lloyd's Register (de grootste scheeps-database ter wereld) bevindt. Ook kan men via sms of e-mail worden ingelicht wanneer een schip een bepaald gebied binnenvaart of verlaat. In het gratis gedeelte van de website kan slechts een beperkt aantal scheepsgegevens worden opgevraagd, en bovendien is de positie-informatie ongeveer een uur oud.
AIS Live werd in 2004 opgericht als joint venture tussen het Nederlandse bedrijf HITT en het Britse bedrijf Lloyd's Register. Beide bedrijven hadden een 50% belang in AIS Live. Op 11 februari 2008 maakte HITT bekend dat het zijn 50% belang had verkocht aan Lloyd's, dat daardoor volledig eigenaar werd van AIS Live.